# Nishada melanopa
Nishada melanopa är en fjärilsart som beskrevs av Bethune-Baker 1904. Nishada melanopa ingår i släktet Nishada och familjen björnspinnare. Inga underarter finns listade i Catalogue of Life.